# Poul Schierbeck
Poul Julius Ouscher Schierbeck (født 8. juni 1888 i København, død 9. februar 1949 sammesteds) var en dansk komponist og organist.
Schierbeck var elev af bl.a. Carl Nielsen og Thomas Laub.
Han giftede sig i 1919 med sangerinde Silvia Schierbeck.
Schierbeck har bl.a. komponeret den nye melodi til I Danmark er jeg født (1926), samt musikken til Carl Th. Dreyer's film Vredens Dag og Ordet.
I 9. udgave af Folkehøjskolens Melodibog er han repræsenteret med 4 sange.
Foruden I Danmark er jeg født er det Du kære blide danske bæk, Vor sol er bleven kold og Det er i dag et vejr.
En anden kendt melodi fra Schierbecks hånd er børnesangen Hør, den lille stær.